# Bocht van Ekeren
De bocht van Ekeren is een spoorbocht die vanuit station Antwerpen-Noorderdokken rond Ekeren naar het station Antwerpen-Noord loopt, en is een onderdeel van spoorlijn 27A.
Ter hoogte van de A12 buigt de spoorbocht naar het oosten af van spoorlijn 12, wint vervolgens hoogte  en kruist  de Prinshoeveweg en de Veltwijcklaan via bruggen. Daarna buigt de spoorbocht naar het westen om over spoorlijn 12 te gaan en na enkele bruggen over en onder het vormingsstation Antwerpen-Noord te bereiken.
De bocht van Ekeren is gekend bij treinspotters en -fotografen, omdat bijna alle treinverkeer uit de haven van Antwerpen naar de rest van het land over deze spoorlijn reed. Er was tot over enkele jaren geleden dus een verscheidenheid aan locomotieven en goederenwagons te zien. Sinds de opening van de Liefkenshoekspoortunnel op lijn 10 is de goederenstroom hier drastisch verlaagd.